# Neptosternus psephotus
Neptosternus psephotus is een keversoort uit de familie waterroofkevers (Dytiscidae). De wetenschappelijke naam van de soort is voor het eerst geldig gepubliceerd in 1955 door Félix Guignot.